# Ossages
Ossages (okzitanisch: Ossadjas) ist eine französische Gemeinde mit 493 Einwohnern (Stand: 1. Januar 2022) im Département Landes in der Region Nouvelle-Aquitaine. Sie gehört zum Arrondissement Dax und zum Kanton Orthe et Arrigans. Die Einwohner werden Ossageois genannt.

## Geografie
Ossages liegt im Westen der Landschaft Chalosse, 13 Kilometer nordwestlich von Orthez und etwa 19 Kilometer südöstlich von Dax an der Grenze zum Département Pyrénées-Atlantiques. Umgeben wird Ossages von den Nachbargemeinden Mouscardès im Norden, Tilh im Norden und Nordosten, Saint-Girons-en-Béarn im Osten, Baigts-de-Béarn im Südosten, Ramous im Süden, Puyoô im Süden und Südwesten sowie Habas im Westen. Zu Ossages gehören die Ortsteile Perjuzan, Peyrous und Saint-Alaudy.

## Bevölkerungsentwicklung
| Jahr                       | 1962 | 1968 | 1975 | 1982 | 1990 | 1999 | 2010 | 2021 |
| -------------------------- | ---- | ---- | ---- | ---- | ---- | ---- | ---- | ---- |
| Einwohner                  | 566  | 520  | 453  | 423  | 386  | 423  | 478  | 495  |
| Quellen: Cassini und INSEE |      |      |      |      |      |      |      |      |

## Sehenswürdigkeiten

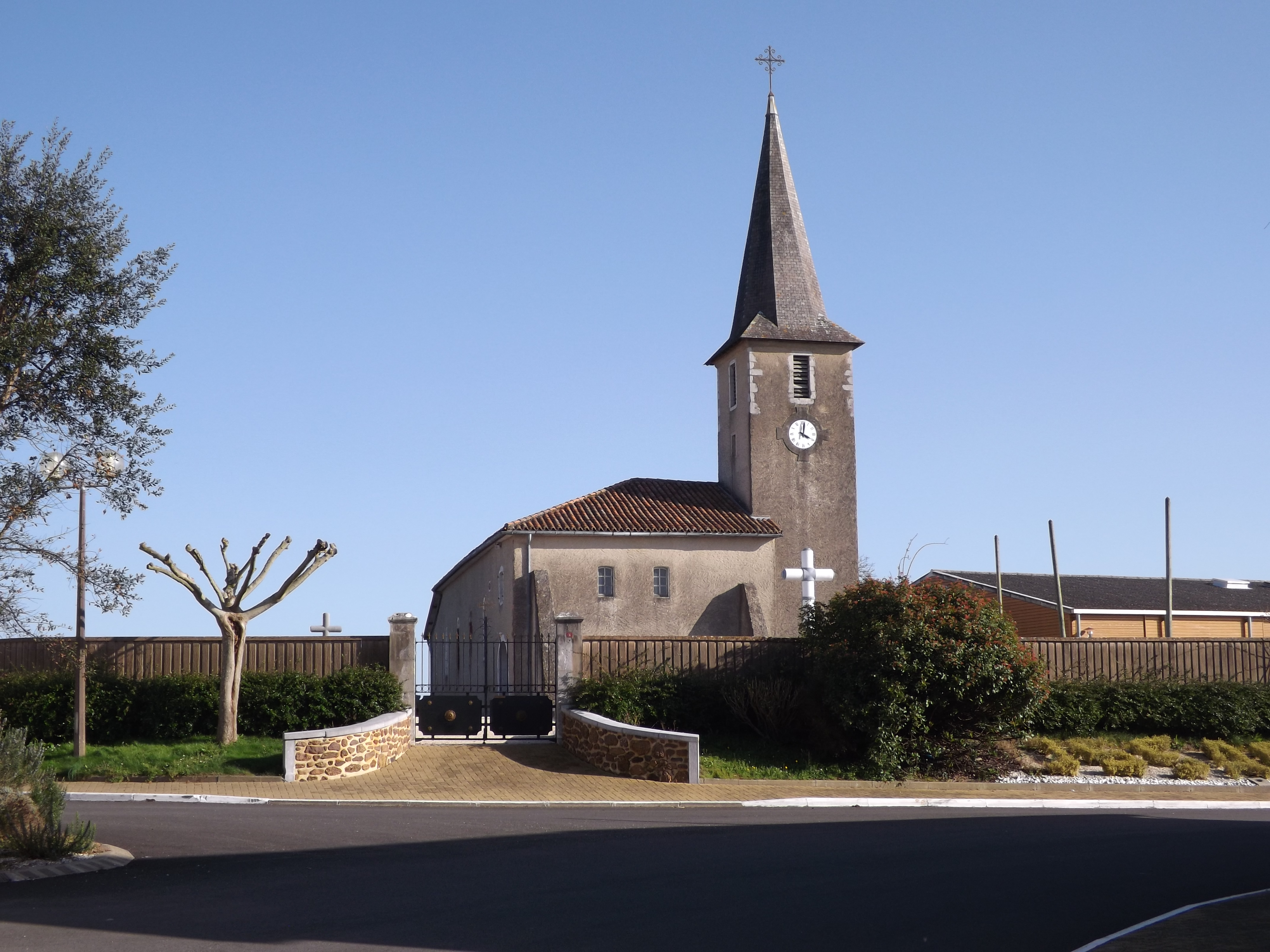
Kirche Sainte-Madeleine

- Kirche Sainte-Madeleine
- Wasserturm im Ortsteil Peyrous